# Stazione di Lesa

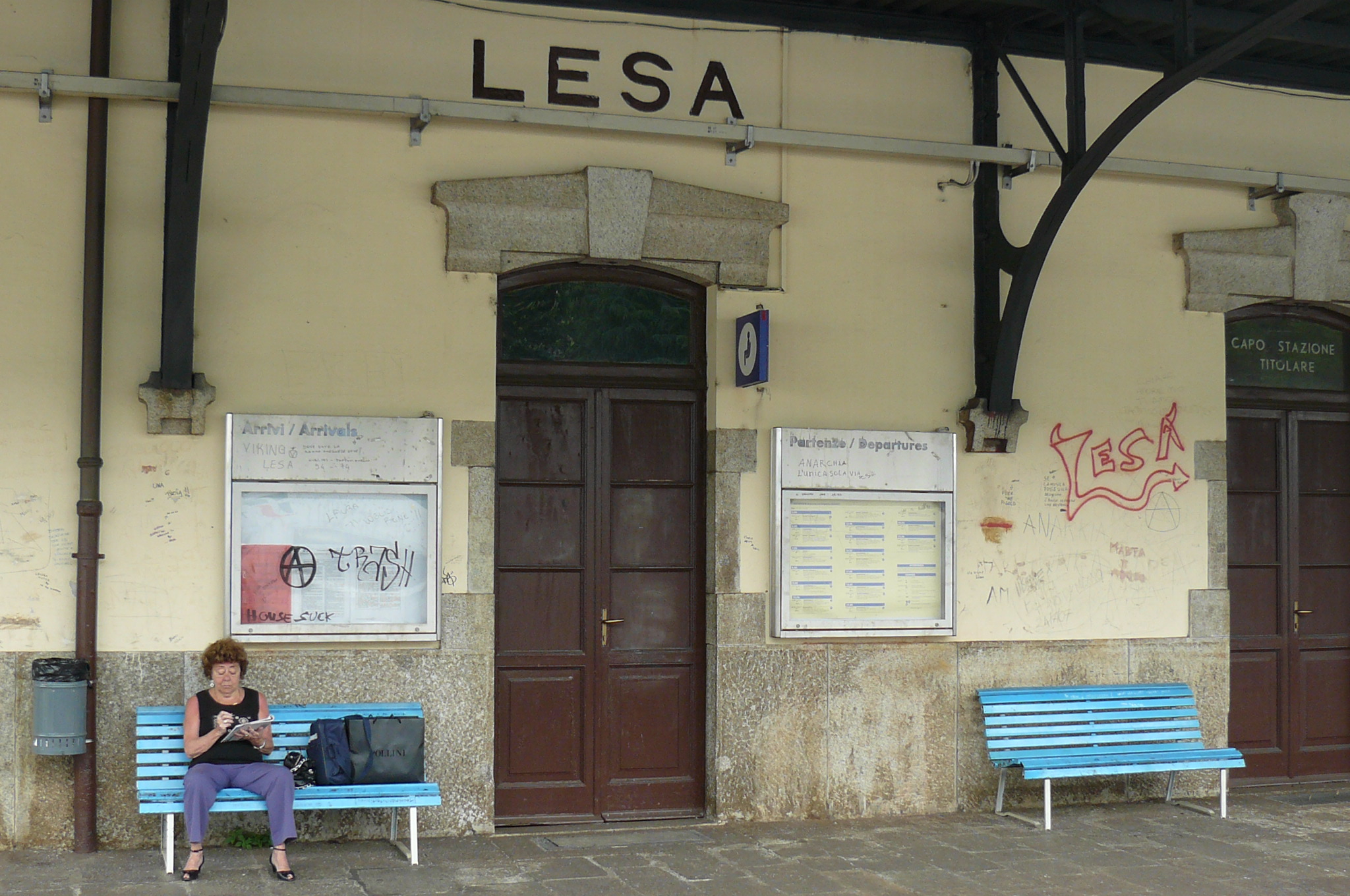
Stazione ferroviaria di Lesa

La stazione di Lesa è una fermata ferroviaria posta sulla linea Domodossola-Milano. Serve il centro abitato di Lesa.

## Storia
Già stazione, venne trasformata in fermata nel 1984, anno di attivazione del Blocco Automatico

## Movimento
La stazione è servita dai treni regionali svolti da Trenitalia (collegamenti Milano-Domodossola) svolti nell'ambito del contratto di servizio stipulato con le regioni Lombardia e Piemonte. I biglietti delle due regioni sono entrambi validi.

## Servizi
È gestita da Rete Ferroviaria Italiana che ai fini commerciali classifica l'impianto in categoria Bronze.